# 久保田正文 (文芸評論家)
久保田 正文（くぼた まさふみ、1912年9月28日 - 2001年6月6日）は、文芸評論家、小説家、文学博士。

## 経歴
長野県下伊那郡山本村（現飯田市）生まれ。旧制飯田中学（現長野県飯田高等学校）、松本高等学校文科甲類、東京帝国大学文学部美学科卒。福井県の旧制北陸中学（現北陸中学校・高等学校）に教師として赴任したが、『信州文学』に掲載した小説「残夢」が治安維持法違反に問われた。
日本大学藝術学部教授を経て、大正大学文学部教授。戦前から文学活動を始め、1946年、上京、短歌雑誌『八雲』を編集、1947年、新日本文学会に入会、『近代文学』に発表した「しづかな甍」でデビュー、以後、民主主義文学者として小説や評論を発表。石川啄木、芥川龍之介、石川達三についての論、正岡子規評伝や短歌論がある。また文庫解説を数多く執筆した。
『毎日新聞』紙上で同人雑誌評を長く担当していた。また、1957年から『文學界』で同人誌評を担当し、その功績により、1979年、林富士馬、駒田信二、小松伸六と共に第27回菊池寛賞を受けた。

## 著書
- 『花火』北辰堂, 1956
- 『評伝石川啄木』実業之日本社 1959
- 『百人一首の世界』文藝春秋新社 1965 のち文庫
- 『労働者文学の条件』現代書房, 1965
- 『正岡子規』吉川弘文館(人物叢書)　1967
- 『芥川龍之介 その前後』現文社, 1967
- 『近代短歌の構造』永田書房, 1970
- 『冬のランプ』冬至書房 1972
- 『現代短歌の世界』新潮選書 1972
- 『石川達三論』永田書房 1972
- 『芥川龍之介 その二律背反』いれぶん出版, 1976
- 『作家論』永田書房 1977
- 『正岡子規・その文学』講談社 1979
- 『新・石川達三論』永田書房, 1979
- 『近代短歌の条件』教育出版センター 1980
- 『昭和文学史論』講談社 1985
- 『正岡子規と藤野古白』永田書房 1986
- 『現代短歌往来』筑摩書房 1988
- 『燕雀雑稿』永田書房, 1991
- 『芥川龍之介 影の無い肖像』木精書房, 1997
- 『久保田正文著作選』小嶋知善編 大正大学出版会 2009

## 編著
- インテリは生きてゐられない 北辰堂, 1952
- 芥川龍之介読本 河出新書, 1955
- 日本現代詩辞典 司代隆三共編 北辰堂, 1955
- 近代短歌辞典 木俣修,渡辺順三共編 新興出版社, 1956
- 日本名歌選 学生社新書, 1956
- 百人一首 司代隆三,浅原勝共編 明治書院, 1969
- 現代名歌選 新潮文庫, 1976
- 新編啄木歌集 石川啄木 岩波文庫, 1993